# Doberlug-Kirchhain
Doberlug-Kirchhain (lågsorbiska: Dobrjoług-Góstkow) är en stad i Tyskland, belägen i förbundslandet Brandenburg, Landkreis Elbe-Elster. Staden bildades genom sammanslagning  1950 av de två mindre städerna Doberlug (fram till 1937 Dobrilugk) och Kirchhain. Staden är bland annat känd för sitt renässansslott, Schloss Doberlug.  Orten är även en regional järnvägsknut i södra Brandenburg.

## Historia
Städerna Doberlug (före 1937 Dobrilugk) och Kirchhain var under större delen av sin historia två separata städer.

### Doberlugs historia
Byn Dobraluh omnämns första gången år 1005 i Thietmar av Merseburgs krönika. Klostret Dobrilugk grundades 1165 under markgreven Dietrich II av Lausitz och var fram till reformationen den viktigaste landägaren i regionen. Under kurfursten Johan Fredrik I av Sachsen drogs klostret in 1541 och ersattes av ett slott, som fullbordades i renässansstil under 1600-talet under hertigarna Johan Georg I av Sachsen och hans son Christian I av Sachsen-Merseburg. Av klostret återstår idag den ombyggda klosterkyrkan. Under Christian I gavs orten stadsrättigheter. År 1815 tillföll orten Preussen.

### Kirchhains historia
Kirchhain omnämns första gången 1234 och fick stadsrättigheter omkring år 1440. Staden var en blomstrande hantverksstad och blev bland annat berömd för sina garverier och fårskinnstillverkning under 1800-talet. Staden har idag ett alungarverimuseum som påminner om industrins historiska betydelse.

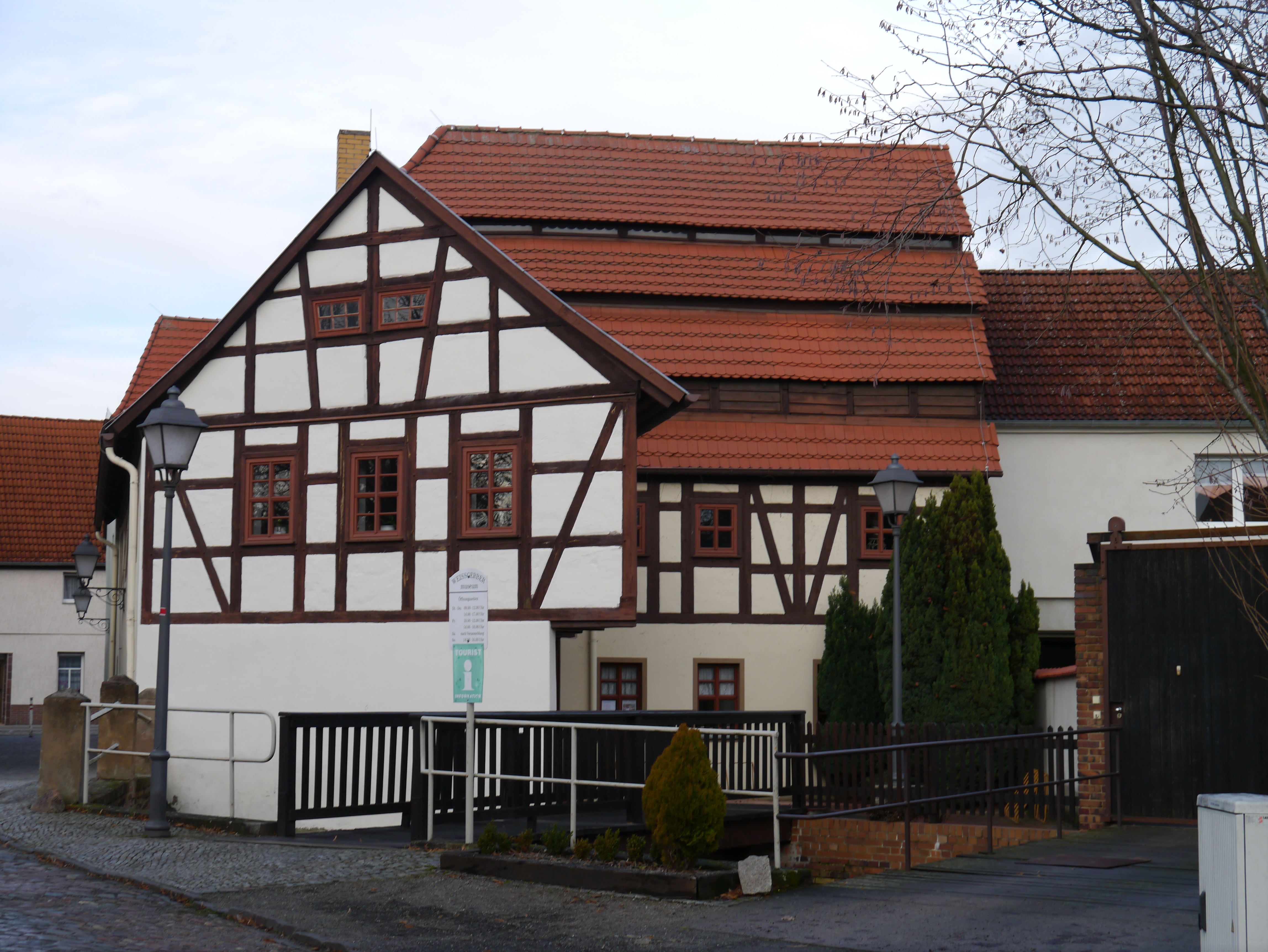
Garverimuseet i Kirchhain

### Sammanslagning och gemensam historia
Genom att järnvägen drogs mellan stadskärnorna i slutet av 1800-talet kom städerna trots sitt läge nära intill varandra att bevara karaktären av två separata stadskärnor, även efter den administrativa sammanslagningen i samband med de administrativa reformer som genomfördes i Östtyskland under början av 1950-talet.

## Kommunikationer
Järnvägslinjerna Leipzig-Cottbus och Berlin-Dresden korsar varandra vid ortens järnvägsstation, och orten har därigenom förbindelser med regionaltåg i alla väderstreck. Inga större federala vägar passerar genom staden; närmaste större vägar är Bundesstrasse 87, 96 och 101, samt motorvägen A13.

## Kända stadsbor
- Gotthold Pannwitz (1861-1926), militärläkare och professor i medicin.
- Hermann Wilhelm Vogel (1834-1898), fotokemist.